# Université Vie-Santé Saint-Raphaël
L'université Vie-Santé Saint-Raphaël (en italien, Università Vita-Salute San Raffaele) est une université privée italienne basée à Milan, auprès de l'hôpital San Raffaele dont elle prend le nom.
Don Luigi Maria Verzè (1920), déjà secrétaire de St.Jean Calabria (Giovanni Calabria 1873-1954) est un prêtre italien du  Diocèse de Verona.Il crée dans les années 1950, les bases de cet hôpital chrétien. Dans cet hôpital se développent progressivement des recherches importantes dans le secteur médical, en collaboration avec l'Université de Milan. Des laboratoires modernes sont installés dans les années 1980, 1990.
Le 29 mars 1996, don Verzè proclame l'ouverture de l'université qui débute par la faculté de Psychologie à laquelle s'ajoutent en 1998, celle de Médecine et Chirurgie et en 2002 celle de Philosophie.